# Hengchunia gaiseri
Hengchunia gaiseri är en insektsart som beskrevs av Webb och Heller 1990. Hengchunia gaiseri ingår i släktet Hengchunia och familjen dvärgstritar. Inga underarter finns listade i Catalogue of Life.